# Das Berliner Requiem
Das Berliner Requiem (en español, El réquiem berlinés) es una cantata que el compositor alemán Kurt Weill compuso a finales del año 1928 sobre poemas de Bertolt Brecht. Fue un encargo de Radio Frankfurt y se estrenó el 22 de mayo de 1929. 
La obra está prevista para tenor, barítono, un coro masculino de tres voces y orquesta de viento, con guitarra, banjo y órgano. 
A pesar de su título, no es una misa de réquiem, sino que el propio Weill lo consideraba un 

Réquiem secular que da voz a los sentimientos del hombre contemporáneo respecto a la muerte.

La letra está formada por poemas de Brecht sobre muertos olvidados. La primera versión de esta obra usó siete poemas:
1. "Vom Tod im Wald" (Muerte en el bosque)
2. "Können einem toten Mann nicht helfen" (No puedo ayudar a un hombre muerto)
3. "Ballade vom entrunkenen Mädchen" (Balada de la ahogada)
4. "Marterl" (Memorial)
5. "Erster Bericht über den unbekannten Soldaten unter dem Triumphbogen" (Primer informe sobre el soldado desconocido enterrado en el Arco de Triunfo)
6. "Zweiter Bericht über den unbekannten Soldaten unter dem Triumphbogen" (Segundo informe sobre el soldado desconocido enterrado en el Arco de Triunfo
7. "Grosser Dankchoral" (Gran Coro de Gracias)

Este esquema tuvo diversos cambios, con inclusiones y supresiones, sin que Weill llegase a dar una versión definitiva, y habiéndose perdido la partitura manuscrita original. Durante años después de la muerte de Weill, se oyó sobre todo la "Ballade vom entrunkenen Mädchen" que cantaba Lotte Lenya. Posteriormente se ha recuperado en ediciones diversas.